# Köő Artúr
Köő Artúr (Bánffyhunyad, 1987. június 23.) erdélyi születésű magyar történész és tanár.

## Életrajz és családi háttér
Köő Artúr református lelkészi családban született harmadik fiúgyermekként. Édesapja, Köő László, református lelkipásztor, édesanyja, Köő Ágnes, óvodapedagógus és pedagógus. Gyermekkorát Magyarókerekén töltötte, elemi iskolai tanulmányait Erdélyben, a Kalotaszentkirályi Általános Iskolában (ma Ady Endre Általános Iskola) végezte, ahol román nyelvismeretre is szert tett. Jelenleg nős, két gyermek édesapja. 

## Tanulmányok és szakmai pályafutás
2006 és 2010 között felsőfokú tanulmányokat folytatott az Eötvös Loránd Tudományegyetem Tanító- és Óvóképző Karán, ahol tanítói végzettséget szerzett. Az itt folyó munkák keretében, Donáth Péter ösztönzésére és támogatásával, 2009-ben kezdett kutatásokat a Lex Apponyi témájában. A tanítói oklevél megszerzése után tanulmányait a Pécsi Tudományegyetemen folytatta, ahol történelmet és pedagógiát hallgatott. 2015-ben történelemtanár és pedagógiatanár végzettséget szerzett. 2014 végén és 2015 elején jelent meg első kismonográfiája, amely Erdélyi adalékok a Lex Apponyihoz címet viseli. 2015-ben felvételt nyert a Károli Gáspár Református Egyetem Történettudományi Doktori Iskolájába, ahol 2018-ban abszolutóriumot szerzett. Több mint tízéves kutatómunka eredményeként 2023-ban summa cum laude minősítéssel védte meg doktori disszertációját, amely Román nemzetiségi oktatáspolitika a 20. század eleji Magyar Királyságban címmel jelent meg. A dolgozat Apponyi Albert 1907-es oktatásügyi törvényeinek (Lex Apponyi) erdélyi román nemzetiségi vonatkozásait és hatásait elemezte. 2019-ben csatlakozott a Magyarságkutató Intézethez, ahol pályafutását segédmunkatársként kezdte, később munkatársi pozícióban folytatta. 2024 nyarától novemberig a Trianon munkacsoport vezetőjeként tevékenykedett. Ugyanebben az évben, novemberben, tanársegédi kinevezést kapott a Nemzeti Közszolgálati Egyetem Nemeskürty István Tanárképző Karán. 
2010 óta aktívan részt vesz a pedagógusi pályán, amelyet általános iskolai tanárként kezdett, majd gimnáziumi oktatóként folytatott. Jelenleg a Benkő István Református Általános Iskola és Gimnáziumban tanít történelmet. Rendszeresen publikál tudományos folyóiratokban, és gyakran szerepel történelmi témájú televíziós műsorok meghívott vendégeként. Írásai történelmi témákban jelennek meg a Hungarian Conservative online és nyomtatott kiadásában is. Tárgyalóképes szinten beszél románul és angolul.

## Kutatási területek
Kutatási területei a dualizmus kori Magyarország története, a 19–20. századi román–magyar kapcsolatok, a dualizmus nemzetiségi oktatáspolitikája, különös tekintettel a „Lex Apponyi” erdélyi román vonatkozásaira, valamint a Román Királyság története annak megalakulásától megszűnéséig.

## Díjak és elismerések
- A Hebe Kft. díjazottja, 2016-ban az év történelemtanára.[1]

## Főbb művek
- „Románia, az egyetlen ország, mely elfoglalta ellenségének fővárosát”: Budapest 1919-es megszállása napjaink román történetírásának tükrében. In: Miklós Péter; Vizi László Tamás (szerk.): Összeomlás, Terror, Trianon: Székesfehérvár Megyei Jogú Város Önkormányzat Trianon Centenáriumi Emlékbizottsága által rendezett konferenciák előadásai. Budapest–Székesfehérvár: Ráció Kiadó, 2022. 253–261. o.
- A százéves trianoni békediktátum születése (társszerkesztő: Vizi László Tamás). Budapest: Magyarságkutató Intézet, 2021. 241 o. ISBN: 978-615-6117-36-6.
- A trianoni békediktátum aláírásának, valamint becikkelyezésének napja négy jelentős, korabeli magyar sajtótermék hasábjain. In: Hermann Róbert; Ligeti Dávid (szerk.): 1920 Kényszerpályán: A trianoni békediktátum ratifikálása. (Sorsfordító évek 3.) Budapest: Országház Könyvkiadó, 2021. 67–88. o.
- Utolsó esély: A Lex Apponyi a Tisza István-féle magyar–román közeledési kísérlet tükrében. Hitel: Független Irodalmi Társadalmi Kritikai Lap, 33. évf. 1. sz. (2020), 79–107. o.
- A bukaresti kiállítás, ahogy egy karánsebesi román tanítójelölt látta: Pavel Jumanca visszaemlékezése az 1906-os rendezvényre. In: Berta Péter; Vizi László Tamás (szerk.): A Magyarságkutató Intézet évkönyve 2019. Budapest: Magyarságkutató Intézet, 2020. 343–364. o.
- Apponyi Albert oktatásügyi törvényeinek külföldi lejáratása Trianon után: Constantin Angelescu és a Lex Apponyi. Hitel: Független Irodalmi Társadalmi Kritikai Lap, 33. évf. 11. sz. (2020), 91–105. o.
- Oktatás és nacionalizmus a XIX–XX. század fordulóján a Magyar és a Román Királyságban: A „Lex Apponyi” (1907:XXVII. tc.) és a Spiru Haret-féle oktatásügyi törvények. Valóság: Társadalomtudományi Közlöny, 62. évf. 1. sz. (2019), 31–45. o.